# برج سلطان زین‌العابدین
برج سلطان زین‌العابدین ساری در ساری، واقع شده و این اثر به عنوان یکی از آثار ملی ایران به ثبت رسیده‌است.
این بنا مقبره زین‌العابدین مرعشی است. سابقاً گورهای نمادین دو نتیجه کمال الدین مؤسس سلسلهٔ مرعشی را در خود جای داده بود.